# Старозагорская область
Старозаго́рская о́бласть (болг. Област Стара Загора) — область в центральной части республики Болгария. Одна из 28-и областей страны, 6-я по площади. Административный центр — город Стара-Загора, население — 333 265 человек (2011). Площадь — 5152 км². Регистрационный номер области — СТ.
На северной границе Старозагорской области находится знаменитый перевал Шипка.

## Административное деление
Старозагорская область состоит из 11 общин:
1. Братя-Даскалови
2. Гурково
3. Гылыбово
4. Казанлык
5. Мыглиж
6. Николаево
7. Опан
8. Павел-Баня
9. Раднево
10. Стара-Загора
11. Чирпан

## Население
| Этнические группы (2011) | Этнические группы (2011) | Этнические группы (2011) | Этнические группы (2011) | Этнические группы (2011) |
| Этническая группа        |                          |                          | Процент                  |                          |
| ------------------------ | ------------------------ | ------------------------ | ------------------------ | ------------------------ |
| Болгары                  |                          |                          | 86.2 %                   |                          |
| Цыгане                   |                          |                          | 7.8 %                    |                          |
| Турки                    |                          |                          | 4.9 %                    |                          |
| Другие                   |                          |                          | 1.1 %                    |                          |

Как и в целом по Болгарии, в регионе имеет место интенсивная миграционная и естественная убыль населения.
- 410 тыс. (2005)
- 389 тыс. (2007)

Крупные города — Стара-Загора (136 тыс.); Казанлык (52 тыс.)

## Экономика
Старозагорская область занимает третье место в стране из 28 по индексу человеческого развития на 2003 год и уровню экономической активности (официальный доклад ООН). В 2004 году прямые иностранные инвестиции в регион составили 838 млн евро (из 2,02 млн евро в страну в целом), что составляет над 41,5 % всех инвестиций в страну. Около 600 млн из 838 направлено в сферу энергетики, где выделяется энергетический комплекс Марица Изток.
В области расположена и крупнейшая пивоварня в стране — «3агорка» с 800 рабочими. На «Загорку» приходится 30 % от пивного рынка страны.
Старозагорская область — важный сельскохозяйственный регион страны. Выращиваются: пшеница, технические культуры, овощи, виноград. Развиты лёгкая, пищевая промышленность. Местная старозагорская овца (фракийская тонкорунная овца) с 1950 г. используется для сбора тонкорунной шерсти.
Стара Загора — один из важнейших транспортных узлов Южной Болгарии. Ж/д линия Русе — Подкова.

## Сотрудничество
В культурном и экономическом плане Старозагорская область сотрудничает с Самарской областью РФ с 1999 года.